# JA Zenchū

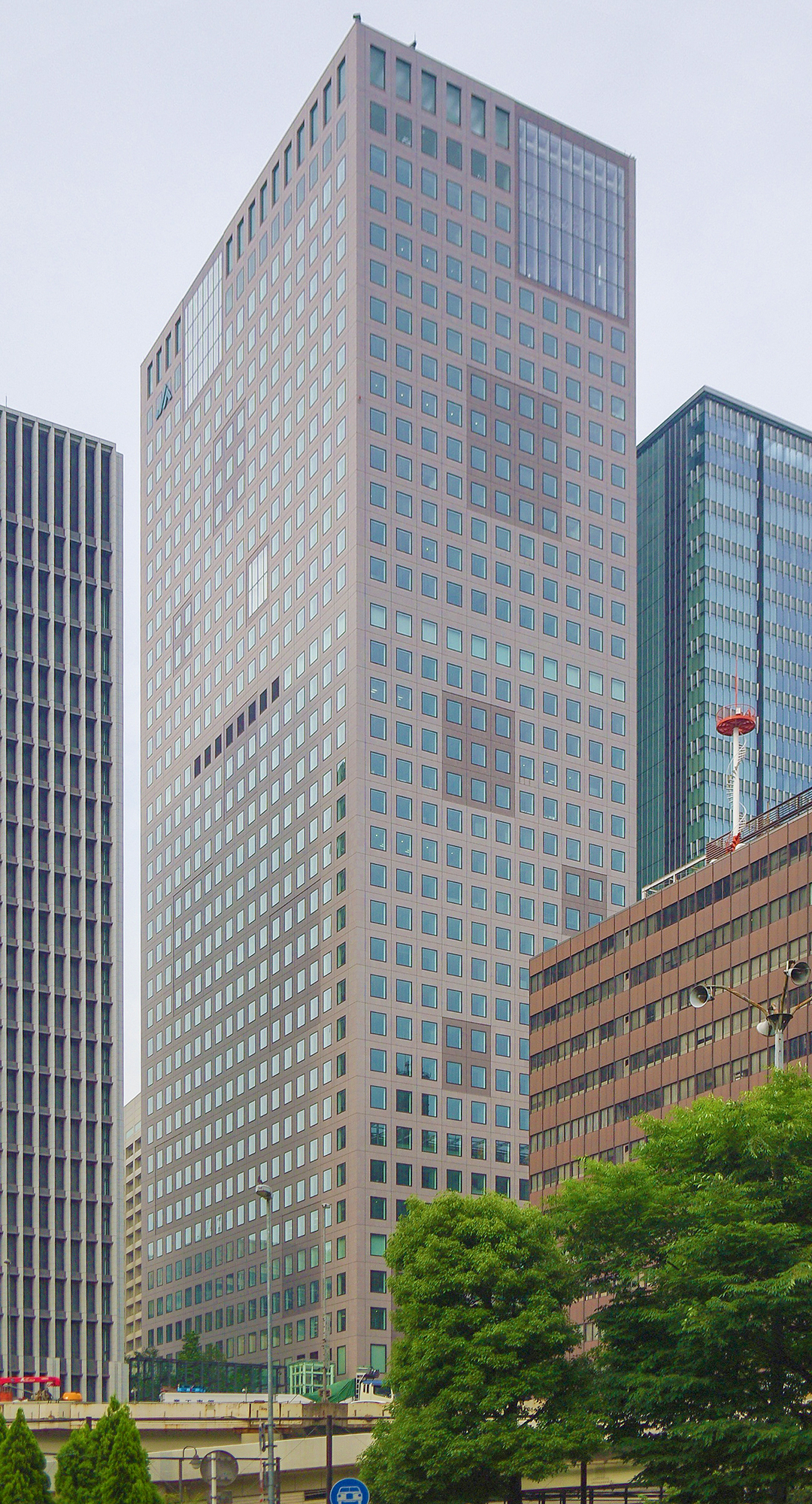
Das JA Building in Tokio, Sitz der Hauptverwaltung von JA-ZENCHU (Bildmitte).

Zenkoku Nōgyō Kyōdō Kumiai Chūōkai (jap. 全国農業協同組合中央会, engl. Central Union of Agricultural Co-operatives), kurz JA Zenchū (JA全中, Eigenschreibweise JA-ZENCHU), ist die zentrale Organisation zur Verwaltung des genossenschaftlichen Sektors der japanischen Landwirtschaft. Dieser wird gemeinhin als Nōkyō (農協) oder JA Group (JAグループ) bezeichnet, JA steht hierbei für Japan Agricultural Co-operatives.
Die Aufgaben von JA Zenchū in der JA Group sind eher grundsätzlicher Art: Verbesserung der Arbeits- und Lebensverhältnisse, Managementberatung, organisatorische bzw. Betriebsprüfung, Ausbildung, Öffentlichkeitsarbeit und Publikationen, Entwicklung von Zielvorstellungen und Interessenvertretung auf politischer Ebene sowie Kontakt zu internationalen Organisationen.
JA Zenchū wurde 1953 gegründet und ersetzte im Folgejahr eine Vorläuferorganisation im Internationalen Genossenschaftsbund. Ursprünglich unterstand JA Zenchū organisatorisch der Kontrolle des Landwirtschaftsministeriums. In der ersten Zeit beschäftigte die Körperschaft sich stark mit der Verteidigung der japanischen Landwirtschaft gegenüber billigeren Produkten aus dem Ausland mittels Errichtung und Aufrechterhaltung diverser Handelshemmnisse und staatlicher Preisstützung. Dadurch geriet sie immer wieder in Konflikt mit Organisationen wie dem Verband der japanischen Wirtschaftsorganisationen, die für Marktliberalisierung und niedrige Lebensmittelpreise eintraten. Politisch stand sie traditionell meist der jahrzehntelang regierenden Partei LDP nahe. Als die Regierung jedoch 1988 auf Druck der Vereinigten Staaten Zugeständnisse beim Import von Orangen und Fleisch machte, geriet diese Zuneigung ins Wanken. Einige Genossenschaften drohten, die oppositionelle Sozialistische Partei zu unterstützen, die den Protektionismus zu einem Hauptthema ihres Wahlkampfes erklärt hatte.
Seit 2002 ist JA Zenchū eine unabhängige Körperschaft in der Rechtsform einer „besonderen juristischen Person des Privatrechts“ (特別民間法人, Tokubetsu Minkan Hōjin).

## Weitere Organisationen in der JA Group
- Zennō, deckt die operativen wirtschaftlichen Aspekte ab, insbesondere die Beschaffung von Betriebsmitteln und Rohstoffen sowie die Vermarktung der Erzeugnisse
- Zenkyōren (auch JA Kyōsai) bietet Versicherungen auf Gegenseitigkeit
- JA Zenkōren, Gesundheitsvorsorge und Klinikbetrieb im ländlichen Raum
- Nōrin Chūō Kinko, Bank